# بي إم دبليو اف 800 جي تي
بي إم دبليو اف 800جي تي (بالإنجليزية: BMW F800GT)‏ هي دراجة نارية من تصنيع بي إم دبليو.